# 梅拉妮·威尔逊
梅拉妮·威尔逊（英語：Melanie Wilson，1984年6月25日—），英国女子赛艇运动员。她曾代表英国参加2012年和2016年夏季奥林匹克运动会赛艇比赛，其中2016年奥运会获得一枚银牌。